# Ag m/42

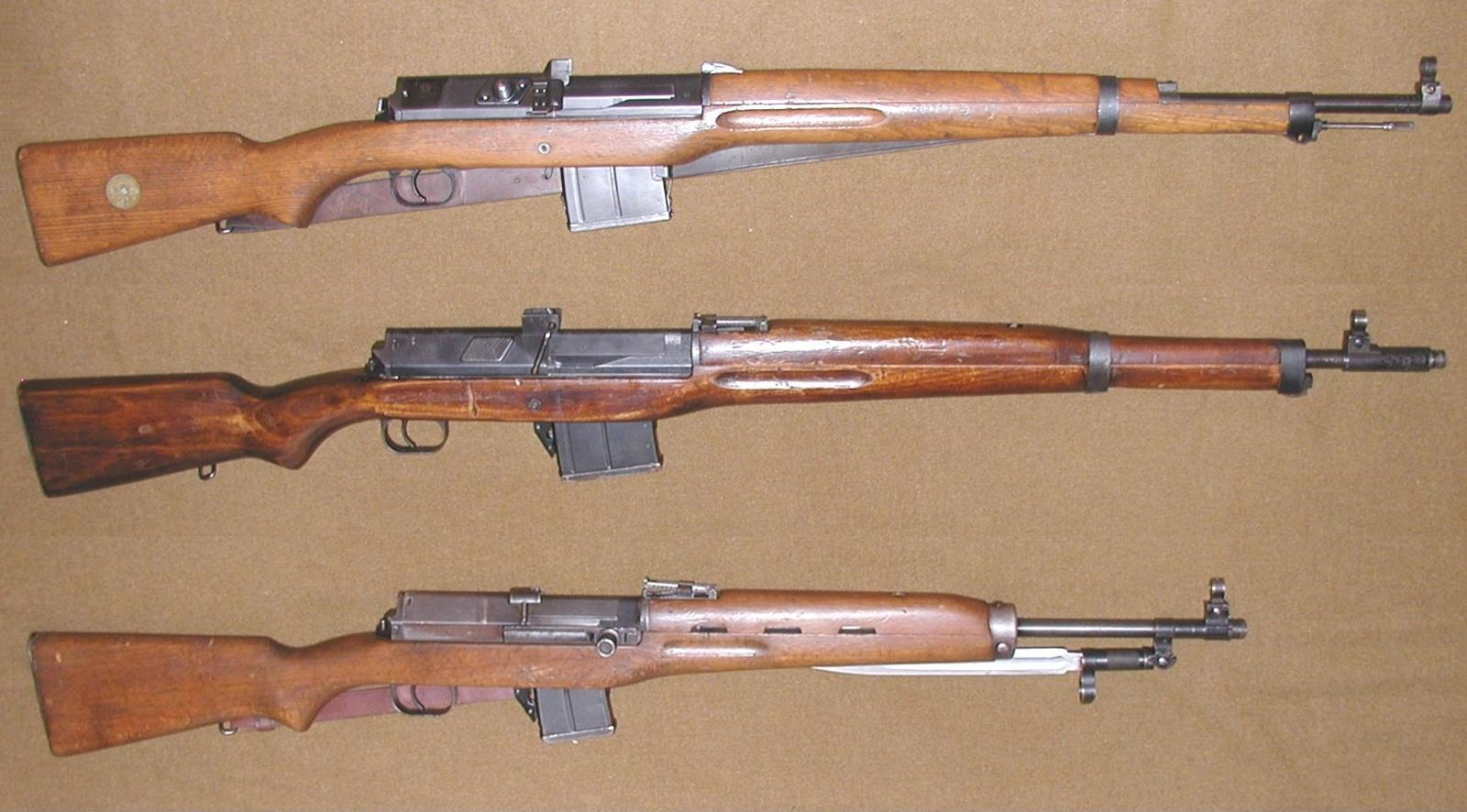
上から、スウェーデン軍のAg m/42B、エジプト軍のハキム・ライフル、同ラシード・カービン

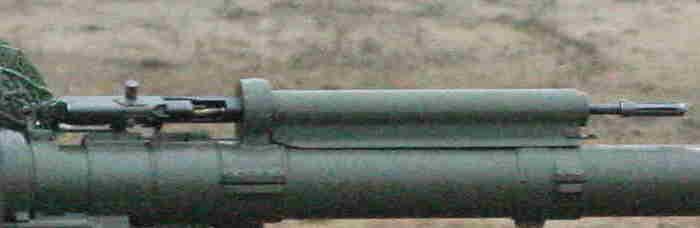
Inskjutningsgevär 5110。Ag m/42を改修して製造されたスポッティングライフルで、Pv-1110 無反動砲に搭載されていた。

Automatgevär m/42 (アウトマトゲヴェール m/42, Ag m/42) は、1940年代にスウェーデンで開発されたセミオートマチックライフルである。1942年にスウェーデン軍に正式採用されて以来、1960年代まで運用された。
スウェーデン以外の国でも運用されており、スウェーデン国外ではAG42, AG-42, リュングマン（Ljungman）という名称でも知られている。

## 歴史
Ag m/42は、1941年頃にマルメのAB C.J.リュングマンス・ヴェルクシュテーダー社のエリック・エクルンドによって設計され、1942年からエシルストゥーナのカール・グスタフス・シュタフス・ゲヴェールスファクトリで生産に入った。
スウェーデン陸軍向けに総計約30,000丁が製造されたが、比較的少数の生産にとどまり、スウェーデン陸軍の標準装備であるボルトアクション方式のm/96モーゼルを完全に置き換えるに至らなかった。
第二次世界大戦中、スウェーデン国内で訓練を行ったノルウェーの警察部隊は多数のAg m/42を取得し、1945年にドイツ軍が降伏した際にノルウェーに持ち帰った。
ガスブロックとガスチューブは銃身の上に配置され、ハンドガードで覆われている。射撃の際に発射ガスの一部はガスチューブに導かれ、ボルトキャリア前面の上側に加工されたガス受けを押し、その後ボルトキャリアは慣性力で後退する。ボルトの閉鎖・解放は、遊底の後部が上下することで行われるティルティングボルト式である。機関部のボルト後方にはトップカバーがあり、ここを手でつかんで前へ押し込むと、引き戻す際にボルトキャリアを手動で引き下げることができる。10連発の給弾マガジンは後面の固定レバーを操作して簡単に脱着できたが、これは分解清掃のためであり予備のマガジンは支給されなかった。弾薬の装填はボルトキャリアを開き、弾薬5発をまとめた装弾子を当て、弾薬を弾倉へ押し込むことで行われた。
ガス管の錆に関する深刻な問題を含む多くの問題が発見された後、既存のAg m/42は1953年から1956年の間に改良が施された。この改良型はAg m/42Bと呼ばれ、ガス管がステンレス製のものに置き換えられたほか、マガジンの前面に脱落防止用のラッチが追加され、リアサイトやクリーニングロッドも一新された。リアサイトは左側面のダイヤルを回すことで射距離を調節でき、弾頭の先端が丸い蛋頭弾と、尖った尖頭弾の両方に対応する目盛りが切られている。蛋頭弾と尖頭弾の目盛りを切り替えるには、ハンドガードとリアサイト調節ダイヤルを外し、内部のドラム状目盛りを表裏反転させる。フロントサイト手前の銃身両側面には複数の小穴が開けられ、マズルブレーキの役割を果たした。また機関部トップカバーの両側面に、手を掛けやすいよう丸い突起が増設された。Ag m/42Bは、1960年代半ばにAk 4（H&K G3のライセンス生産版）に置き換えられるまで運用された。この間には7.62x51mm NATO弾への変換も試みられている。
1950年代初頭、エジプトはAg m/42Bの工作機械ごとライセンスを購入し製造を行った。エジプトで生産されたものは7.92x57mmモーゼル弾を使用でき、ハンドガード上面から操作できるガス圧調節バルブを追加、マガジン固定レバーの誤操作防止機能を追加、マズルブレーキをフロントサイトの前へ移すなどの変更が加えられており、ハキム・ライフルと呼ばれている。ハキム・ライフルはのちに、7.62x39mm弾を使用し、独立したコッキングハンドルを持つラシード・カービンと呼ばれるカービンに改良された。

## 運用国
- デンマーク (ライセンス生産)
- イラク
- エジプト (ハキム・ライフル、ラシード・カービンとして生産)
- ノルウェー
- スウェーデン